# Rambin
Rambin es un municipio situado del distrito de Pomerania Occidental-Rügen, en el estado federado de Mecklemburgo-Pomerania Occidental (Alemania), a una altitud de 5 metros. Su población a finales de 2016 era de 900 habitantes y su densidad poblacional, 29 hab./km².
Se encuentra al sur de la isla de Rügen, junto a la costa del mar Báltico y al estrecho Strelasund.